# Lorenzo Ghiselli
Lorenzo Ghiselli (Siena, 3 de mayo de 1953 - Bolonia, 28 de julio de 1985) fue un piloto de motociclismo italiano. Estuvo compitiendo durante una década en el Campeonato del Mundo de Motociclismo desde 1974 hasta 1984.

## Carrera
Sus primer resultado importante en el Mundial se produciría en el Gran Premio de las Naciones de 1974 de 125cc acabando en quinta posición.
Ghiselli fue un piloto privado clásico que proporcionó el ajuste fino y las modificaciones necesarias a la motocicleta, solo con la ayuda de su esposa, Patrizia, quien lo siguió en cada pista y anotando los tiempos. En Europeo acabó segundo en la edición de 1981 y tercero en 1983, con victoria en Imatra (Finlandia). Después de algunas presencias en el mundial, incluso en los años siguientes en 250 y 350, los mejores resultados se obtienen en 500cc donde llega tercero y dos veces cuarto en Campeonato Italiano de Motociclismo, respectivamente, en 1978, 1979 y 1981. Luego alcanza el título italiano en la edición de 1984.
En la primera carrera del campeonato italiano en Imola el 13 de abril de 1985 (donde defendía el título con el número 1 en el casco) tuvo un accidente muy serio sobre la Suzuki RG 500. Complicaciones posteriores condujeron a su muerte tres meses y medio después, el 28 de julio de 1985.

## Resultados en el Campeonato del Mundo
Sistema de puntuación desde 1969 hasta 1987:
| Posición | 1.º | 2.º | 3.º | 4.º | 5.º | 6.º | 7.º | 8.º | 9.º | 10.º |
| Puntos   | 15  | 12  | 10  | 8   | 6   | 5   | 4   | 3   | 2   | 1    |

### Carreras por año
(Carreras en Negrita indica pole position, Carreras en cursiva indica vuelta rápida)
| Temporada | Categoría | Equipo          | 1       | 2       | 3      | 4      | 5       | 6       | 7       | 8      | 9      | 10     | 11      | 12     | 13     | 14    | Pts. | Pos. |
| --------- | --------- | --------------- | ------- | ------- | ------ | ------ | ------- | ------- | ------- | ------ | ------ | ------ | ------- | ------ | ------ | ----- | ---- | ---- |
| 1974      | 125cc     | Harley-Davidson | FRA -   | ALE -   | AUT -  | NAC 5  | BEL -   | NED -   | BEL -   | SUE -  | FIN -  |        | YUG -   | ESP -  |        |       | 6    | 23.º |
| 1978      | 125cc     | Suzuki          | VEN -   | ESP -   | AUT -  | FRA -  | NAC Ret | NED -   | BEL -   | SUE -  | FIN -  | GBR -  | ALE -   |        | YUG -  |       | 0    | -    |
| 1979      | 125cc     | Suzuki          | VEN -   | AUT -   | ALE -  | NAC -  | ESP Ret | YUG -   | NED -   | BEL -  | SUE -  | FIN -  | GBR -   | FRA -  |        |       | 0    | -    |
| 1980      | 125cc     | Yamaha          | NAC Ret |         | FRA -  | YUG -  | NED -   |         |         | GBR -  | CHE -  | ALE -  |         |        |        |       | 0    | -    |
| 1982      | 500cc     | Suzuki          | ARG -   | AUT -   | FRA 12 | ESP 11 | NAT 15  | NED Ret | BEL -   | YUG -  | GBR -  | SWE -  |         |        | RSM 12 | GER - | 0    | -    |
| 1983      | 500cc     | Suzuki          | RSA -   | FRA -   | NAT 19 | GER -  | ESP -   | AUT -   | YUG -   | NED -  | BEL -  | GBR -  | SWE -   | RSM -  |        |       | 0    | -    |
| 1984      | 500cc     | Suzuki          | RSA -   | NAT Ret | ESP -  | AUT 21 | GER 16  | FRA 16  | YUG Ret | NED 19 | BEL 15 | GBR 29 | SWE Ret | RSM 11 |        |       | 0    | -    |